# Laerte Tavares
Laerte Tavares (Itajaí, agosto de 1942) é um engenheiro civil e escritor brasileiro, atualmente titular da Cadeira 16 da Academia Catarinense de Letras.

## Vida
Nascido em Armação do Itapocoróy, Itajaí, SC, terra natal de personalidades como o engenheiro e acadêmico da ABL, Lauro Müller .  Em 19 de julho de 1958, com a emancipação, o distrito de Penha passou a município, onde situa-se Armação, antiga praia de armação baleeira com tradição portuguesa, colonizada por povos de Portugal Continental e açorianos onde se cultuava poemas em décimas do cancioneiro ibero-português (estilo literário empregado por poetas como Bernardim Ribeiro, Sá de Miranda e Luís de Camões). É neto do comerciante Antônio Joaquim Tavares..Sempre gostou de poesia. 
Laerte, graduado em Engenharia Civil  pela Pontifícia Universidade Católica do Rio Grande do Sul, desde criança produziu textos literários dada à ligação com o avô materno, poeta apaixonado por décimas. Nas primeiras publicações foi nominado pela crítica literária um “engenheiro construtor de versos”, o que adotou como pseudônimo esporádico. Em suas publicações constam romances, contos, crônicas, letras musicais, ficção, poesia entre outros gêneros, editados tanto em livros físicos quanto em e-books e nas suas páginas eletrônicas – Blog Literário, Fanpage e Site na Web, todos com o pseudônimo de Silo Lírico.
No ano de 2018 foi eleito como um dos imortais da Academia Catarinense de Letras.

## Carreira
É membro da Academia Catarinense de Letras. . Onde discursou em 2018, no ato de sua posse. 

## Homenagens
- Homenageado pelo SENGE-SC nos 40 anos do Sindicato [8]
- •	Moção de aplausos  [3]

## Algumas publicações
- 2015  –  Canoa, Ventos e Mares: Décimas. Editora Unisul.
- 2015  – Alfabeto Angelical
- 2015  – Ilha de Idílios – Poemas em décimas e Sonetos.  Editora Unisul.
- 2016 – As Armas, e Alma do Poeta. 1ª edição. Romance
- 2017 – Saga da Imagem do Senhor dos Passos: À Ilha do Desterro do Século XVIII]
- 2017 - Contos e Causos contados
- 2018 - A Imponderável leveza do verso: Haicai
- 2020 - Um Sol Dado à Liberdade Romance
- 2020 - Retalhos D’Alma Poesia

## Participações
- 2019  – Ebook Natureza Feminina - [9]
- 2019  – Revista LiteraLivre 15ª edição volume 3, n° 15 – Mai./Jun de 2019 – ISSN 2595-363X Jacareí – SP – Brasil - p,43  [10]
- 2020  – Cântico música e letra rendem homenagem ao centenário da Academia [11]